# Promiski
Promiski [pronunciación en polaco: /prɔˈmʲiskʲi/] es un pueblo ubicado en el distrito administrativo de Gmina Augustów, dentro del condado de Augustów, Voivodato de Podlaquia, en el noreste de Polonia. Se encuentra a unos 12 kilómetros al sur de Augustów y a 72 kilómetros al norte de la capital regional Białystok.